# Quince años tiene mi amor
Quince años tiene mi amor es una canción del grupo musical español Dúo Dinámico, publicada en 1960.

## Descripción
El tema forma parte de la banda sonora de la película Botón de ancla, protagonizada por Manuel de la Calva y Ramón Arcusa. Es considerado uno de los temas claves del dúo, y en su año de publicación, se situó en lo más alto de las listas musicales de España.
Narra el despertar al amor de una niña de quince años, moderna en su tiempo y a la que le encanta bailar el rock. La edad del personaje central del tema no fue objeto de controversia en el momento de la publicación (los cantantes tenían ese tiempo 24 y 23 años). No así, con el paso del tiempo, con críticas de algún medio, como la vertida por la periodista Julia Otero, que se inquirió sobre su posible contenido vergonzante desde los cánones éticos del siglo XXI. No obstante ello, tanto los autores como algunas publicaciones la han definido como una "canción blanca" en la que se recuerda a las quinceañeras de la época. De la Calva indicó que la han seguido interpretando en sus conciertos ya que "es obligado para nosotros", mencionando que al hacerlo "todas las mujeres que tienen cierta edad vuelven a tener quince años".

## Versiones
En 2011 el Dúo Dinámico volvió a grabar la canción con Ana Torroja. Interpretada en el programa de televisión Tu cara me suena por Santiago Segura y Josema Yuste (2012) y por Los del Río en La mejor canción jamás cantada (2019).